# گیدون
گیدون (به انگلیسی: Gaydon) یک روستا و محله مدنی در بریتانیا است که در Stratford-on-Avon واقع شده‌است. گیدون ۴۴۶ نفر جمعیت دارد.